# 姫国山海録
姫国山海録（きこくせんがいろく）は、江戸時代に描かれた日本の肉筆本。著者は南谷先生（なんこくせんせい）。1762年（宝暦12年）5月という記述が序文に見られる。

## 概要
古代中国の地理書『山海経』に見られる不思議な生物の記述を模して書かれたもので、日本各地に出現したと考えられる「山川に見るところの異物」の情報と図を記している。その多くは怪獣や妖怪（海鬼、人魚）の類だが、虫の形状をしたものがほとんどを占めており、『山海経』に見られるような鳥獣の類はほぼない（逆を言えば『山海経』に虫類の描写は登場しているが、古くは虫類のひとつとされていた蛇を除けば『山海経』絵図などにそれらは描かれていない）。
著者であると考えられる南谷先生という人物については詳細不明。本文最終丁に「南谷先生山海録 終」という文字があることによって、著者であると推定されている。序に記された文によれば、ある人が30年近くにわたって書き留めていたものを見て、そのうちの虚誕と思われるものを省いてまとめたものが本書であるという。漢文によって書かれている本文や『和漢三才図会』（原文はおなじく漢文である）の引用などから、知識人階級の趣味あるいは手すさび感覚で編まれたものではないかと考えられている。
書名にある「姫国」（きこく）とは日本を示す漢語のひとつであり、日本の山海経という意味あいで題がつけられている。

## 記述内容
本文に記されているのは、「山川に見るところの異物」の情報と図である。全ての本文に対し、彩色された図がつけられている。目撃情報の集積された別人の書き物から取捨をし執筆した旨が序にもあり、実際に見られたされたものであると見られるが、同様の情報を記した文献との照らし合わせは、秋田で生まれたという「鬼子」の情報と『津軽編覧日記』の記事が類似しているなどが指摘されているが、一部をのぞいて進んではいない。当時知られていた文献上の生物名などとの同定を経て名称が付与されているものは少なく、名称が本文中に説かれていないものが多い。名称が説かれているものについては、天毒鬼のように「天毒鬼　一本作寄又作蛇（一本は寄に作り又は蛇に作る）」などと諸本での文字表記の揺れを示している例も見られるが、生物に関する文献に見られる記述なのか、作者自身が本書を書くにあたって参考とした原本に複数の写本や記述があったものなのかは不詳である。
本文には情報として地域名（国名、村名、山名、屋敷名など）、体色や寸法などの生態、目撃された年月日などが主に記されている。ただし、情報の記載基準はまちまちであり、年月日の無記載のものも多くある。記されている年月日は、延享（1744年～）年間から宝暦（1751年～）年間にかけてのものが確認でき、序にある三十年という文字とも一致する。
文章の表記法はすべて漢文で書かれている。序文には送り仮名や訓読のための点が付されているが、本文には句点も無く、送り仮名が何か所かわずかに使われているのみである。例外として、霊蝶虫の本文に記されている虫の災いをふせぐとされる和歌は通常の平仮名まじりの和文で書かれている。

## 伝本
東北大学附属図書館（狩野文庫）に収蔵されている。他に同様の内容をもつ写本などは確認されていないため、その伝来についても詳しくは判明しない。

## 翻刻など
一種の妖怪画集であると見られることから、2002年に国書刊行会『百鬼繚乱 江戸怪談・妖怪絵本集成』に翻刻が収録された。（ただし、人権擁護の観点から編者の判断で原書にある2項目が削除されている）。その後、川崎市民ミュージアム（2004年）、仙台市博物館（2006年）青森県立郷土館（2009年）、江戸東京博物館（2016年）などで展示公開された。